# Luidia latiradiata
Luidia latiradiata är en sjöstjärneart som först beskrevs av Gray 1871.  Luidia latiradiata ingår i släktet Luidia och familjen sprödsjöstjärnor. Inga underarter finns listade i Catalogue of Life.